# B. S. Cunningham

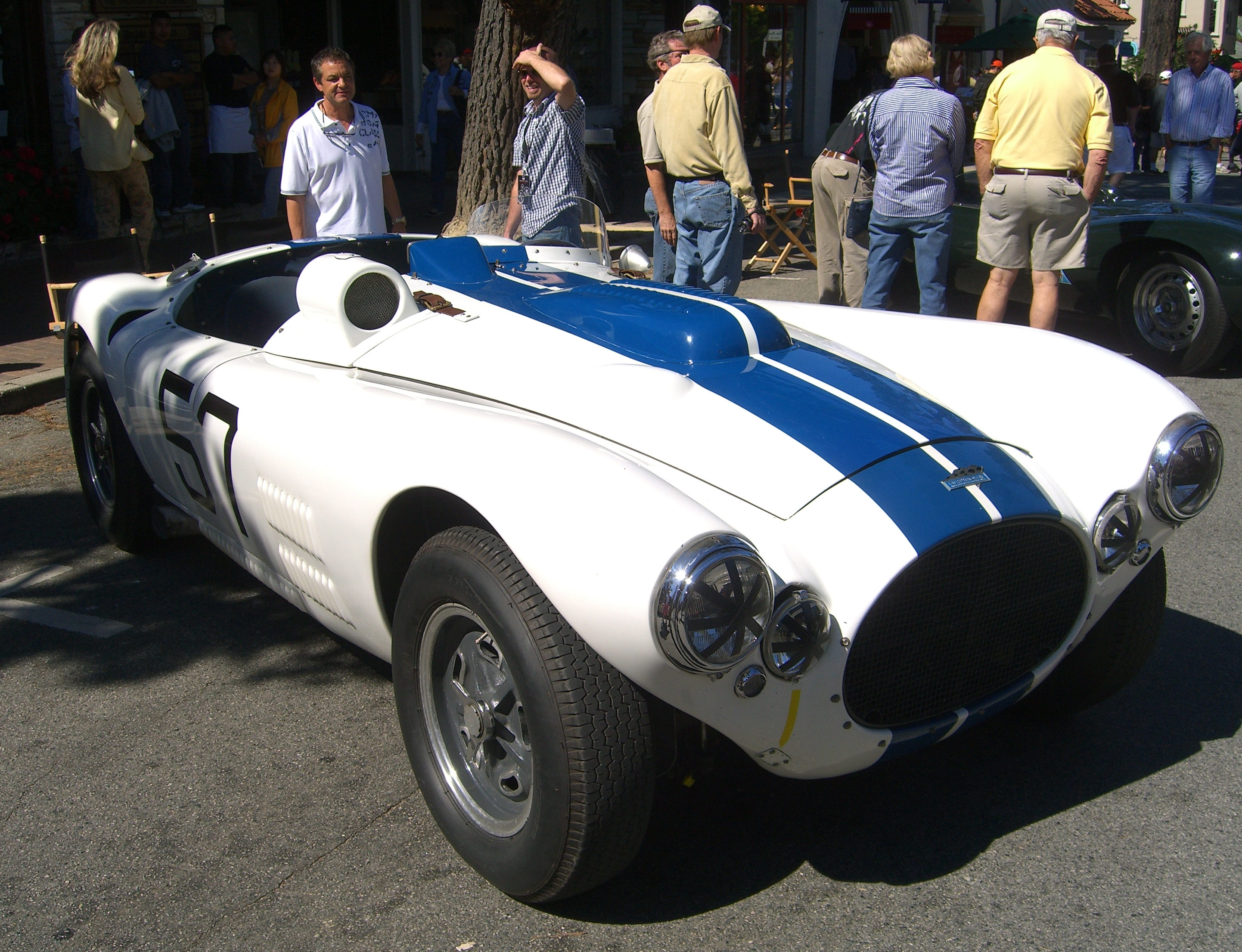
Cunningham C-4R (1952)

Die B. S. Cunningham Company war ein US-amerikanischer Automobilhersteller, der 1951 bis 1955 in West Palm Beach (Florida) ansässig war. Firmengründer war der Autorennfahrer Briggs Cunningham.

## Beschreibung
1950 nahm Cunningham mit dem Cunningham Spider Le Monstre am 24-Stunden-Rennen von Le Mans teil. 1951 konzipierte er seinen eigenen Sportwagen, den Cunningham C2-R. Der offene, zweisitzige Roadster hatte wiederum einen Chrysler-V8-Hemi-Motor, diesmal mit 5426 cm³ Hubraum und einer Leistung von 180 bhp (132 kW) bei 4000 Umdrehungen pro Minute. Das Fahrgestell hatte einen Radstand von 2667 Millimeter und der Wagen war 4343 Millimeter lang. Cunningham belegte den 18. Platz in Le Mans und in der Folge wurden etliche Exemplare verkauft.
1952 entwarf Cunningham den Cunningham C4-R, ein kleineres und leichteres Auto. Erneut diente ein Chrysler-V8-Motor als Antrieb. Bei gleichem Hubraum leistete er aber mit Hilfe eines Vierfachvergasers von Zenith 300 bhp (221 kW) bei 5200 Umdrehungen pro Minute. Der Radstand war auf 2540 Millimeter geschrumpft. Drei Wagen wurden in Le Mans gemeldet, von denen zwei während des Rennens ausfielen. Der dritte aber belegte den vierten Platz.
Auf Grund der Homologations-Anforderungen für das Le-Mans-Rennen 1953 entwickelte Cunningham einen entsprechenden Wagen mit Straßenzulassung. Der auf dem C2-R basierende C3 sollte neben der Erfüllung der Regularien auch der Finanzierung des Rennsportes dienen. Es handelte sich dabei um ein zweitüriges Hardtop-Coupé, das von Vignale entworfen wurde. Angetrieben wurde der Wagen vom bekannten 5,4 l-Chrysler-V8, der es auf 220 bhp (162 kW) bei 4000 Umdrehungen pro Minute brachte. Der Radstand hatte wieder das alte Maß von 2667 Millimeter angenommen, die Gesamtlänge betrug 4343 Millimeter. Der Wagen wurde 1953 für 9000 US$ verkauft, im Folgejahr für 10.120 US$. Insgesamt entstanden 26 Exemplare in diesen zwei Jahren.
Für den Le-Mans-Einsatz 1953 wurde das Modell C5-R geschaffen. Das Fahrwerk entsprach dem C-2 und der 5,4 l-V8 leistete 310 bhp (228 kW) bei 5200 Umdrehungen pro Minute. Das Dreiganggetriebe kam von Siata. Der Verkaufspreis lag bei 9000 US$.
Im letzten Fertigungsjahr 1955 wurde der C-6R aufgelegt. Während das Fahrgestell dem der früheren Le-Mans-Renner entsprach, wurde diesmal ein Vierzylinder-Reihenmotor von Meyer-Drake eingesetzt. Das Aggregat schöpfte aus 2941 Kubikzentimeter Hubraum eine Leistung von 272 bhp (200 kW) bei 7000 Umdrehungen pro Minute. Das einzige in Le Mans gemeldete Exemplar fiel während des Rennens aus. Cunninghams Geld war aufgebraucht und so musste seine Firma den Bau von Rennwagen einstellen.